# Eleutherolaimus stenosoma
Eleutherolaimus stenosoma är en rundmaskart som först beskrevs av De Man 1907.  Eleutherolaimus stenosoma ingår i släktet Eleutherolaimus och familjen Linhomoeidae. Arten är reproducerande i Sverige. Inga underarter finns listade i Catalogue of Life.